# Sandeltræ-familien
Sandeltræs-familien (Santalaceae) består af arter, som er træagtige eller urteagtige snylteplanter. Bladene er modsatte og blomsterne er små. Her omtales kun de slægter, som er repræsenteret ved arter, der er vildtvoksende i Danmark, eller som dyrkes eller har økonomisk betydning her.
| Slægter |

- Mistelten-slægten (Viscum)
- Nålebæger (Thesium)
- Sandeltræ (Santalum)